# 蒸気自動車

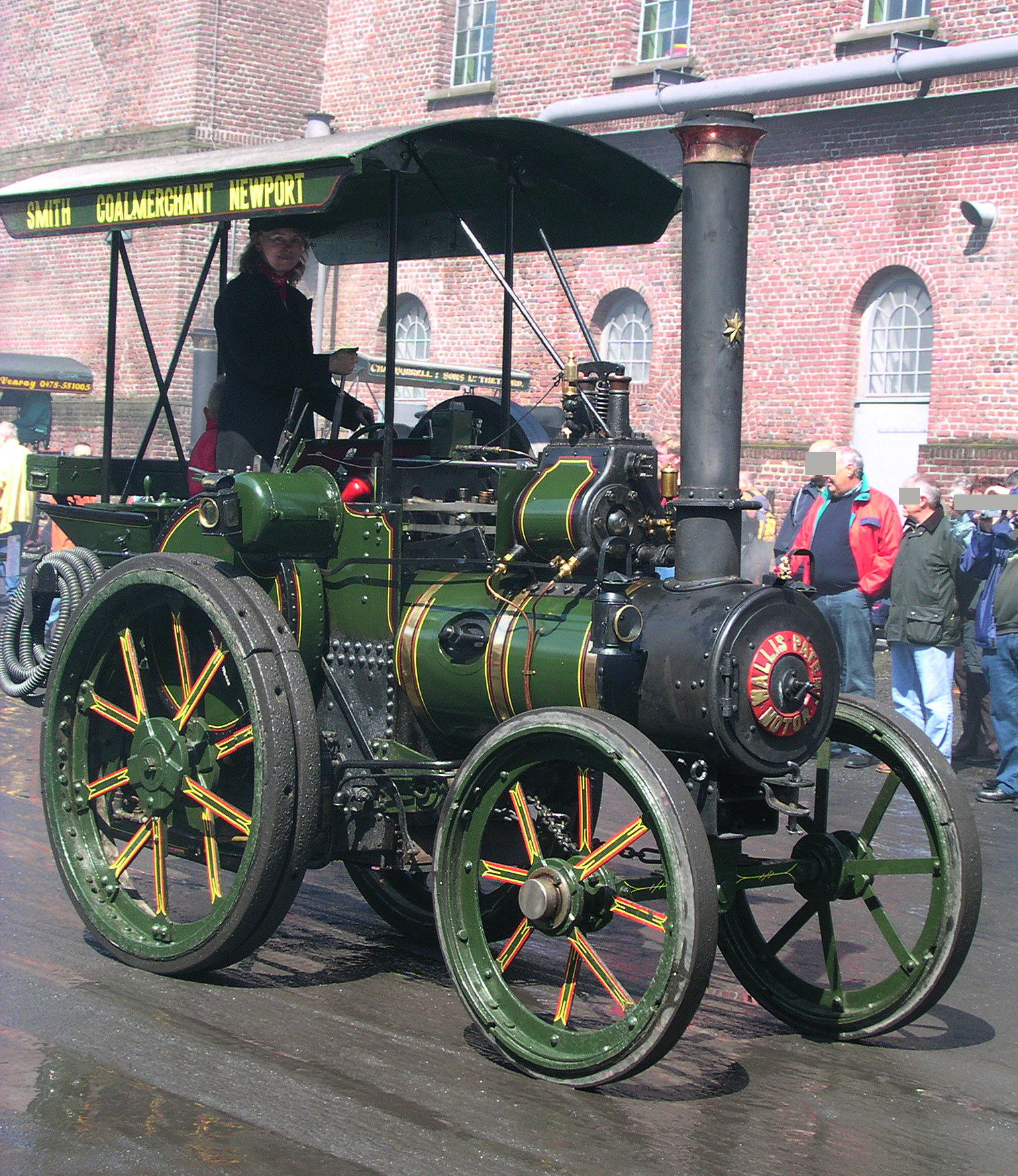
ウォリス&スティーブンズ社製トラクション・エンジン

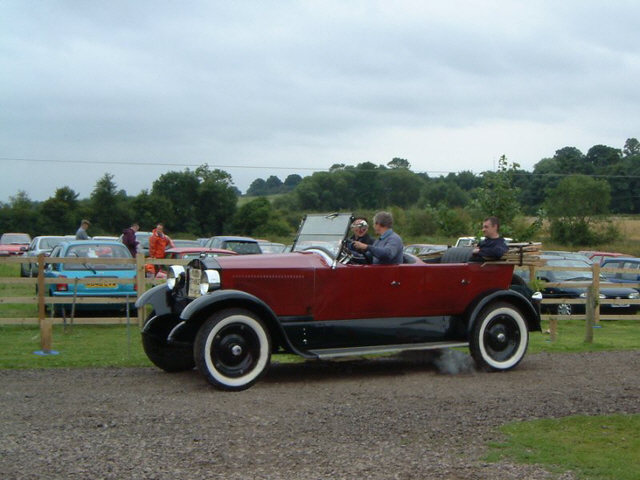
1923年型スタンレー・スチーマー

蒸気自動車（じょうきじどうしゃ）は蒸気機関を用いて駆動する自動車である。人工の動力を用いて進むことのできる、人類初の乗り物であった。
蒸気船や蒸気機関車と同様、ボイラーで水を沸騰させて蒸気を得るが、燃料の違いにより石炭焚きと石油（ガソリン、灯油）焚きに大別され、少数例ながらLPG焚きもある。

## 発明

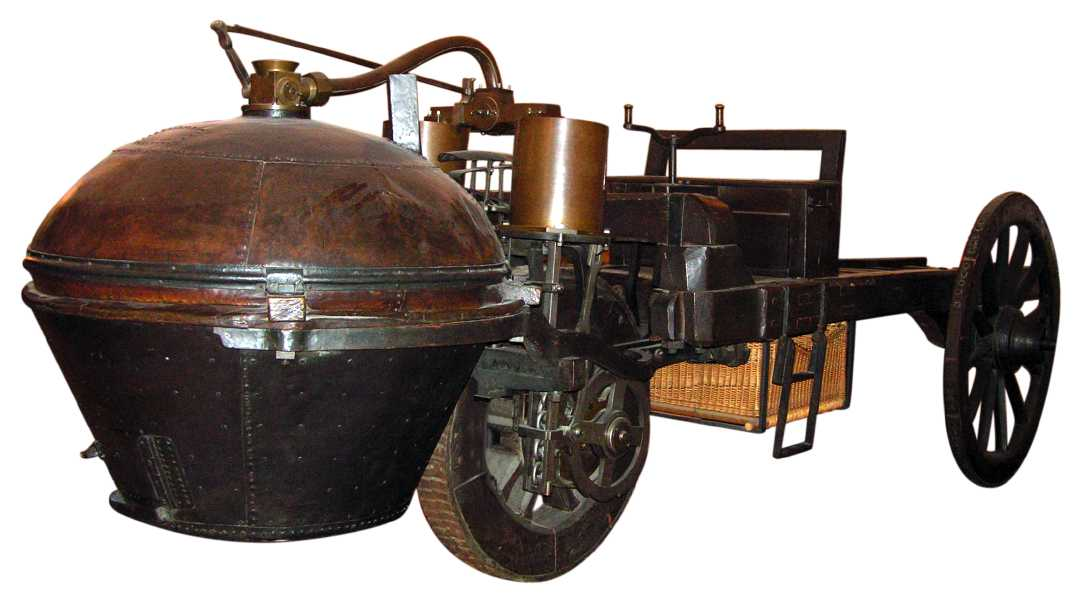
パリ工芸博物館展示される1771年修復後のキュニョーの砲車2号車

蒸気自動車が発明されたのは1769年とされ、蒸気船（1783年）や蒸気機関車（1804年）よりも古い。発明者はフランスの軍事技術者、ニコラ＝ジョゼフ・キュニョーである。
キュニョーは2つのピストンを交互に作動させ、それにラチェット機構を組み合わせることで、ピストンの直線運動を連続的な回転運動に変換する蒸気機関をつくり、これを用いて前輪駆動の三輪自動車を製作した。フランス軍を統率していた宰相ショワズールの命により、野戦時の大砲牽引をおこなっている輓馬（ばんば）と荷車に代わるものとして、つまり、重さ5トンの大砲を牽引するための重量運搬具（現代のトラック。役割は砲兵トラクター）として依頼された。大砲を後部に積載する仕様のため、車としての機能はすべて前方に置かれる設計となり、ピストンが直接前輪を駆動し、また、駆動輪である前輪ひとつにボイラーを含む蒸気エンジン部のすべての重量がかかる構造となり、操舵時は前輪と共にボイラーを含むエンジン全体が首を振る構造となっていた。このため舵取りは難しかったがこの時代に選択肢は他になかった。
この試作車は全長7メートルを超える大型トラックであり、5トンの荷と大人4人を積載して時速9 kmほどで走行できたが、15分ごとにボイラーへ給水する必要があり、実際の移動速度は時速3.5 km程となった。試作車として2年で2台が製作され、これが世界最初の自動車と認定されている。ショワズールの失脚後プロジェクトは放置され、その結果を出さずに終わってしまった。また、その技術を直接引き継ぐ者はいなかった。
2号車はフランス革命をくぐりぬけパリ工芸博物館で1801年から公開されており、現在も見学ができる。レプリカも複数作られており、さまざまな博物館に展示されている。日本では長久手市にあるトヨタ博物館に10分の1の模型が展示されている。

## 実用化

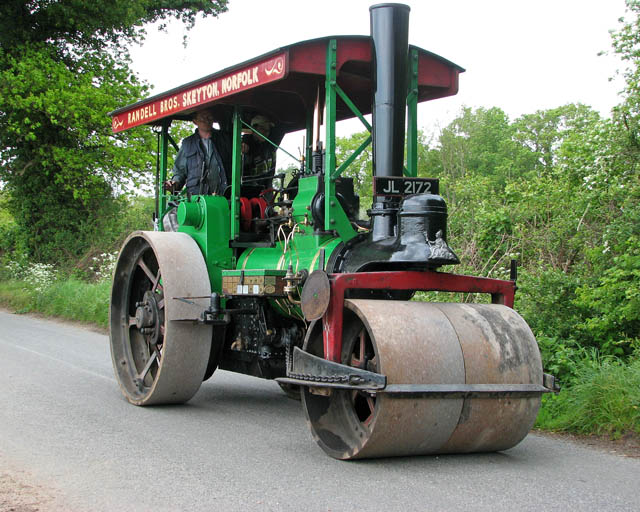
蒸気ローラー

その後、蒸気自動車の研究で大きな成果を上げたのはイギリスのリチャード・トレビシックで、そのころ進化していた蒸気機関を使用し、1801年12月に試作車を製作した。
その後、ゴールズワージー・ガーニー、ウォルター・ハンコックらによって乗合自動車として実用化され、馬なし馬車（Horseless Carriage）と呼ばれるようになった。1827年頃からイギリス各地を結んだ定期運行が始まり、交通機関として定着するかに見えた。
しかし乗合自動車に乗客を奪われた乗合馬車業者からの圧力や、市街地での騒音・煤煙などの公害、ボイラーの爆発事故への批判から、1865年に「赤旗法」が制定される。この法律は、蒸気自動車は郊外では4マイル(6.4km)/h、市内では2マイル(3.2km)/hに速度を制限するもので、人や動物に警告する為に、赤い旗を持った歩行者が先導しなければならなくなった。これによって交通機関として蒸気自動車を運行することは事実上不可能となり、蒸気自動車の製造メーカーは法律に抵触しない低速の農耕用トラクターを製造することで事業の存続を図った。イギリスで蒸気動力のトラクターが広く普及した一方、後続のガソリン自動車も含めて高速の自動車開発がヨーロッパ大陸諸国に比して1900年代初頭までやや遅れていたのは、このような背景からである。
またヨーロッパ大陸でも蒸気自動車の研究が進められた。特にフランスでは鐘の鋳造職人から転じたアメデー・ボレーとその息子たちが1873年から1890年代にかけて先進的な設計の蒸気自動車を相次いで開発、また発明家のレオン・セルポレーは1888年にごく少時間で高圧蒸気を発生させられる「フラッシュ・ボイラー」を実用化している。さらに資産家のアルベール・ド・ディオン伯爵が技術者のジョルジュ・ブートンらを擁して開発したド・ディオン・ブートン蒸気自動車は、1890年代の初期自動車レースにおいてガソリン自動車と互角の戦いを見せたりもした。しかし実用上のガソリン車の優位性が明確になるにつれ、1900年前後にはそれら著名な蒸気自動車メーカーもガソリン車生産への転換を図るようになり、用途面で速度よりもごく低速の牽引力が要求される蒸気トラクターのみが比較的遅くまで残ったのは、イギリスと同じであった。
その後の蒸気自動車は米国で発展を遂げる。ボイラーの小型化に成功し、外見・性能とも当時の内燃機関動力の自動車と遜色がなかった。蒸気自動車の製造で最も成功を収めた米国のスタンレー社では1897年から生産した。当時、開発途上で重く、振動の多かった内燃機関と比べ外燃機関である蒸気機関は静粛でトルクが大きく変速機を使用せずに車輪を回転させる事ができた。しかし、瞬間湯沸し式のボイラーが実用化されるまで起動に時間がかかり、給水の手間がかかるため一部で普及するにとどまった。
一方、イギリスを中心に普及発展した農耕・建設用の蒸気自動車はトラクションエンジンとも呼ばれ、農地を耕す為に使用され、道路舗装用には蒸気ローラーが使用された。
産業革命において蒸気機関車が陸上輸送の拡大に革命をもたらしたのに対して、トラクションエンジンは輸送よりもむしろインフラ整備や農作業の機械化に貢献したと言えよう。
日本で最初に導入された蒸気自動車は、1902年に横浜の貿易商が米国・ロコモービル社製の蒸気自動車を輸入した。このうちの1台は男爵いもで有名な川田龍吉男爵が購入し自ら運転した。川田男爵が所有していた蒸気自動車は日本最古の自家用乗用車「ロコモビル」として日本機械学会の機械遺産に指定され、北海道北斗市の「男爵資料館」に保存されていたが、男爵資料館は建物老朽化のため2014年3月をもって休業、2019年にリニューアルオープンした「THE DANSHAKU LOUNGE」に引き続き展示されている。
また1904年に岡山県在住の技術者・山羽虎夫が、初の純国産自動車となる山羽式蒸気自動車（山羽式蒸気バス）を製作し試運転を行っている。これは岡山県在住の資産家・森房造が、1903年に大阪で開催された第五回内国勧業博覧会で送迎バスとして運行された蒸気バスやガソリンバスを見て、岡山市内でバス事業を始めようと考え、山羽虎夫に依頼して製作させたものである。走行には成功したものの納入に向かう途中、橋にかかる手前でゴムタイヤが未舗装の道路に耐えることができないことが発覚し、実用化には至らなかった。なお当時の日本にゴムタイヤの工場はなく、まったく一から製作したものであった。当時の車体は解体され現存しないが、トヨタ博物館にレプリカが展示されている。
なお、日本初の乗合バス運行は1903年の京都で（1905年の広島との異説もあり）、もし岡山市内でこのバス事業が実現していたら日本で最初期のものとなっていたことになる（詳細はバスの日を参照）。

## 20世紀初頭の蒸気自動車
1902年、新規登録された909台中485台が蒸気自動車であった。
1899年からモービル社が10支社と58ディーラーを持っていた。合衆国における蒸気自動車の生産の中心はニューイングランドで84社中、38社があった。ホワイト、エクリプス、コッタ、クロウチ、フッド、他があった。1903年、43社が廃業した。1923年、カナダのブルックスが開業した。1926年に終了した。

### ロコモービル Runabout
最初に蒸気自動車を市販したのは1899年のコネチカット州ブリッジポートのロコモービル・カンパニー・オブ・アメリカである。1899年から1905年にかけて数千台のRunaboutを販売した。スタンレースチーマーの設計だった。会社は1903年に蒸気自動車の生産を終了して1922年、デュラント・モータースに吸収された。

### ホワイト スチーマー
ホワイト スチーマーはオハイオ州クリーブランドで1900年から1910年までホワイトモーター会社で生産された。

### スタンレースチーマー
おそらく最も有名で最も多く販売した会社がスタンレーである。生産は1896年から1924年まで行われ、特に1899年から1905年までの販売台数は全てのガソリン車を上回っていた（2番目はコロンビア電気自動車）。スタンレーはコンパクトな煙管式ボイラーと単純な複動式2気筒エンジンを搭載した。蒸気エンジンはアイドリングの必要がなく、発進から最高速まで理想的な右肩下がりのトルクを発揮するため、クラッチも変速機も使用せずに後輪を直接駆動する。1914年までスタンレー蒸気自動車は排気蒸気を大気中に放出していたが、頻繁に水タンクに補給が必要だったので1914年以降は復水器を備えて水の消費を抑えた。

### 移動遊園地
ヨーロッパやアメリカにはサーカス団のような移動遊園地があった。今日の縁日や遊園地で見られるような、占星術やタロット占い、またはボールを投げて標的を倒すようなアーケードゲームが主流だったが、目玉にはメリーゴーラウンドがあり、電飾でデコレーションした蒸気自動車が、フライホイールで発電し、それを動力として作動する。ニュートラルにした蒸気自動車がシュッシュッと煙を上げながら、メリーゴーラウンドや賑やかな電飾を灯したため、当時はスチーム・ゴーラウンドと呼ばれ、人気を博した。日本では栃木県壬生町にある「おもちゃのまちバンダイミュージアム」所蔵のペンデル・プリンセス号にその面影が見られる。

## 変転
自動車の黎明期、蒸気自動車は電気自動車、ガソリン自動車と覇を競ったが、ガソリンエンジンの急速な発達によって、表舞台から姿を消していった。
それでも尚、スピードを要しないロードローラ等の分野では第二次世界大戦後まで一部で使用されていた。

## 現在

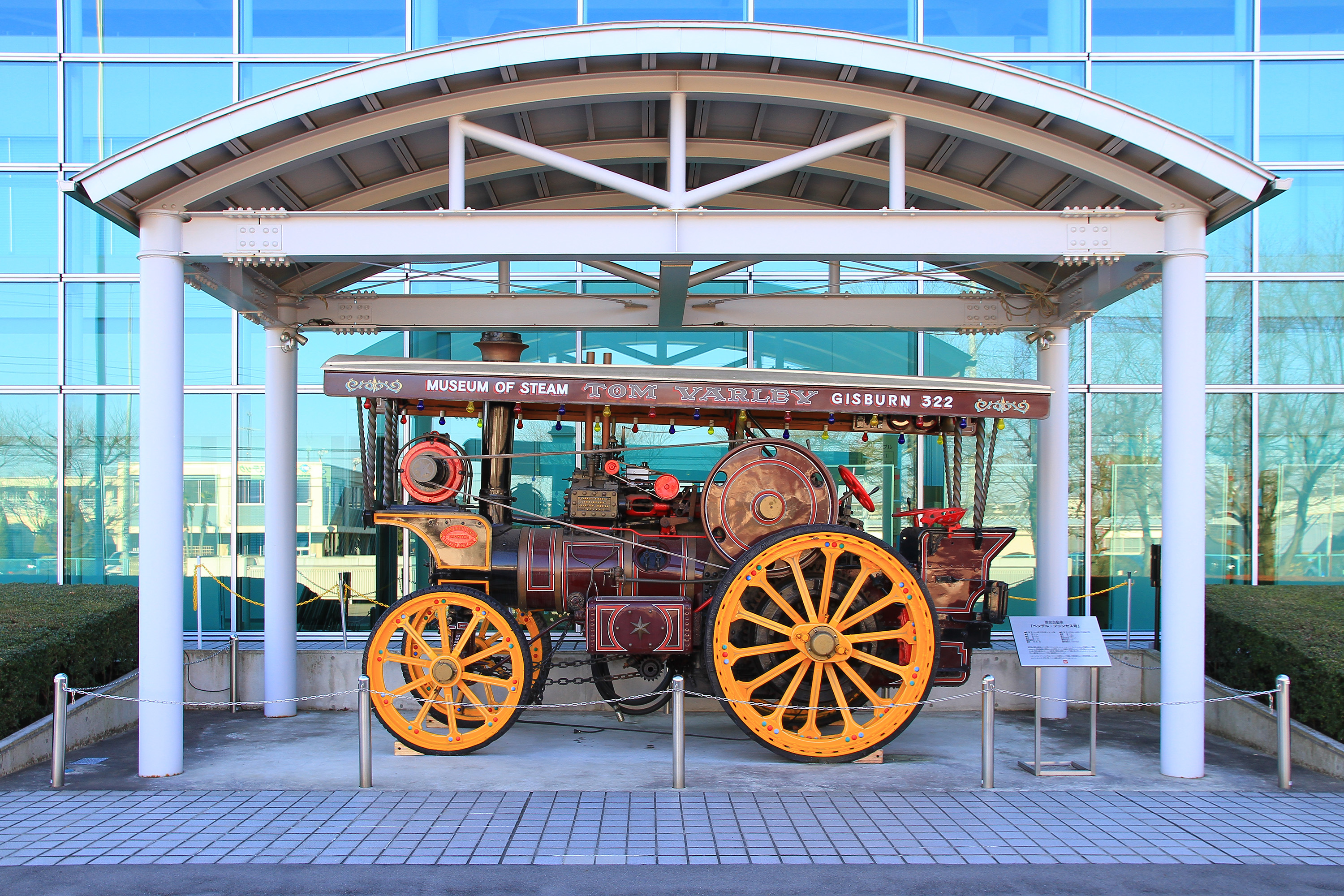
ペンデル・プリンセス号

愛知県のトヨタ博物館にスタンレースチーマー等が保存されている。本場というべきイギリスには蒸気自動車 (トラクションエンジン) マニアが多数存在し、今尚、各地で蒸気自動車の集まる祭典がある。蒸気自動車のメンテナンスには高度な知識と技術が必要になるが、彼らはたいていの修理は自分でやってしまうほど、蒸気自動車の魅力にとりつかれている。
日本国内では、長崎のハウステンボスや軽井沢の軽井沢ワールドトイミュージアムで一時期展示されていた。現在は北海道空知郡上富良野町の農業博物館「土の館」に1902年ジョージ・ホワイト・アンド・サン社製トラクターが、栃木県壬生町にある「おもちゃのまちバンダイミュージアム」に1919年ギャレット社製の「ペンデル・プリンセス号」が展示されているのみである。日本国外では今でも模型が愛好家の間で作られており、ライブスチーム&アウトドア・レールローディング誌では製作記事が連載されたり、さまざまな書籍が発行されている。
蒸気自動車には『トラクションエンジン』と『スチーム・ビークル』の二系統があるという認識が曖昧になっている為、両者を混同してしまう傾向がある。『トラクションエンジン』は主に農耕、工事用に使用され、公道を走る際には、相対的に"のろのろ運転" (小型特殊自動車と同様な速度) になるため、後続車両に多大な迷惑を及ぼすことが多い。一方スタンレースチーマー等『スチーム・ビークル』は移動用に使用され、黎明期のガソリンエンジン車に比べて優速かつ低騒音であった。

## 近代的な蒸気自動車
今日、技術革新の成果を取り入れた蒸気自動車が再び開発されつつある。外燃機関特有の安定した燃焼により大気汚染物質が少なく、作動が静粛であるという特徴は歓迎される。また多様な燃料を使用出来るという点も大きい。起動から低速域にかけてのトルクが大きいため、変速機を必要としない等の特徴があり、各種の技術革新の成果を取り込んで走行性能としては他の動力源と比較して遜色ない物が開発されつつある。

### サーブ蒸気自動車
1973年の石油危機の当時、サーブは Dr. Ove Platell の指揮の下、蒸気自動車の開発を始めた。電気制御の28ポンドの複数の並列型蒸気発生器で直径1 mのタービンを駆動し、1時間あたり16ガロン燃焼する事で出力160馬力を発揮した。蒸気発生器は標準的な自動車の鉛蓄電池と同じくらいの大きさだった。蒸気が安定して発生するまで圧縮空気で起動した。エンジンは窒化ホウ素製の円錐形のロータリー弁を使用した。水は密封された状態で使用された。

### 日産スチーム・セドリック
1975年の第21回東京モーターショーに出展。230セドリックに貫流ボイラと90°V型2気筒エキスパンダーの蒸気エンジンを搭載。排気量は1000cc、常用圧力は約50kg/cm2。最高出力は42ps/19kg・m（1600rpm）、最大トルクは28kg・m/800rpm。始動後スタートまでは40〜60秒としている。ボイラーの開発には汽車製造が関わっている。

### Enginion 蒸気セル
1996年、フォルクスワーゲングループの研究開発部門である Enginion AG が ZEE (Zero Emissions Engine)と呼ばれるシステムを開発した。蒸気を即座に開放された炎をなくして起動から30秒で最大出力に達するものだった。3機目の試作機である EZEE03 は3気筒でシュコダ・ファビアに搭載された。EZEE03 は排気量1,000 cc、220 馬力、トルクが500 N･m、2ストローク（単動式）エンジンであった。排出物は標準的な SULEV より少なかった。セラミック製のシリンダーライナーを使用する事により潤滑油が不用だった。受け入れる環境が整っていなかったので Enginion は蒸気自動車の市場を創出する事ができなかったが、似た技術で暖房用の "Steamcell" を開発した。

## 速度記録への挑戦
1906年にフロリダ州オーモンドビーチでFred Marriotの運転でスタンレースチーマーが時速203kmの速度記録を樹立。1910年まで破られなかった。蒸気自動車（のみならず、蒸気機関動力で走行する車両すべて）の速度記録としては、片道走行で往復走行ではなかったので国際自動車連盟の公認記録とはならなかったものの、1985年8月にユタ州ソルトレークでバーバー・ニコルズ・エンジニアリング社製蒸気自動車「スティーミン・ディーモン」が時速234.33kmを達成するまで、79年間に渡って破られることのない不倒記録となった。これを発端とする"Speed Week"は今日のデイトナ500へと発展する。

### ブリティッシュ スチームカー チャレンジ（1999 - 2009）

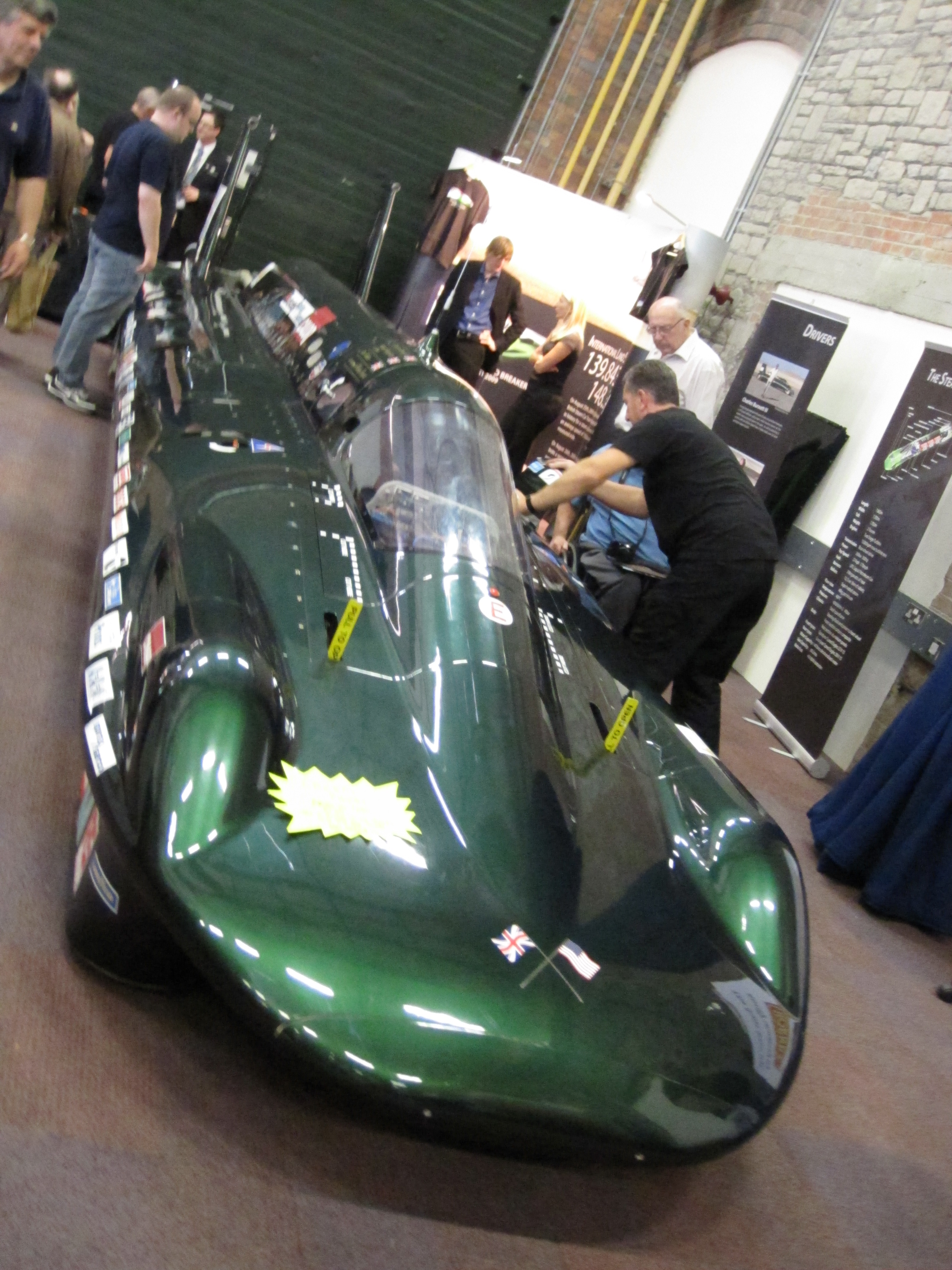
インスピレーション

イギリスで、蒸気自動車での最高速度記録を樹立する目的で「ブリティッシュ スチームカー チャレンジ」プロジェクトが発表され、その支援団体として「チーム インスピレーション」が発足した。
これは、蒸気動力を搭載する「インスピレーション」と名づけられたレコードブレーカーを製作、速度200マイル毎時（320 km/h）を目指す計画である。ボイラーはステンレス鋼製、燃料にはLPGを用い、駆動力への変換には、リアアクスルと同軸に置かれた直径13インチのタービンが使われる。現段階での設計出力は、蒸気圧3.45 Mpa（35.2 kgf/cm2）で225 kW/12,000 rpmであるが、今後更なる高回転化による出力向上が予定されている。タービンから取り出された動力は、減速ギアを経て、LSDから、ドライブシャフト、ホイールへと伝達される。
車体は角断面ステンレス鋼管のスペースフレームと、炭素繊維複合材の外皮の組み合わせで、蒸気自動車に必須のボイラー周辺は、遮熱用のアルミ合金板で構成される。
チーム インスピレーションでは活動資金を得るため、一般からチーム会員を募集しており、入会金50ポンド（約11,940円）からのシルバー会員は、「インスピレーション」の記録挑戦の際、現地に招待席が用意される。
2007年1月11日 - 14日にバーミンガムで開催されたオートスポーツ・インターナショナルで、「インスピレーション」の1/4モデルが公開された。
2009年8月26日にアメリカ合衆国のエドワーズ空軍基地で239 km/hの蒸気自動車による速度記録を樹立した。

## 将来
オイルショックの時、外燃機関の特徴である燃料の選択肢が広いという特徴が着目され一部で開発が進められたが実用化には至らなかった。
また濃度差エンジン(発生した蒸気をリチウム塩に吸収させることにより潜熱を吐き出す作用を応用)の開発も一部で進められたが実験段階で終わった。
また、旧ソ連末期にも開発が進められたが実用化には至らなかった。しかし、20世紀初頭では蒸気自動車の性能が当時の内燃機関式自動車に遜色なかった（歴史上初めて時速200km/hを超えたのは蒸気自動車だった）。瞬間湯沸し式ボイラーによる起動時間の短縮、低速時のトルクが大きく変速機を要しない構造、大気汚染物質が少ない、静粛性に優れる、燃料の多様性等、技術革新によってそれらの長所を引き出すことができれば再び公道を走る日が来るかもしれない。